# A gördeszkás lány
A gördeszkás lány (eredeti cím: Skater Girl) 2021-ben bemutatott indiai-amerikai filmdráma, sportfilm, melyet Manjari Makijany rendezett. A főszerepben Rachel Sanchita Gupta, Shafin Patel, Amrit Maghera, Jonathan Readwin és Waheeda Rehman látható. A film forgatókönyvét Manjari és Vinati Makijany írta, akik egyben a társproducerek is voltak indiai produkciós cégük, a Mac Productions révén.
A filmet 2021. június 11-én adta ki a Netflix.

## Cselekmény
A film az indiai Rádzsasztán egy távoli falujában játszódik, és Prernát (Rachel Saanchita Gupta debütáló alakításában), egy helyi tinédzsert követi, aki a hagyományok és a szülei iránti kötelességtudat által kötött életet éli.
Amikor azonban a Londonban született reklámügynök Jessica (Amrit Maghera) megérkezik a faluba, hogy többet tudjon meg néhai apja gyermekkoráról, Prerna és a többi helyi gyerek izgalmas új kalandba keveredik Jessica és régi barátja (Jonathan Readwin) jóvoltából, aki gördeszkán cirkál a városban, amivel a gyerekek addig nem találkoztak. Hamarosan már minden gyerek ilyet szeretne magának, amit Jessica kis telefonálás után elintéz, majd néhány sérülés után védőfelszerelést is szerez nekik.
A gyerekek beleszeretnek a sportba, végiggördeszkáznak a falun, mindent és mindenkit felforgatnak maguk körül. Kisebb, de nagy számú baleset után, amikkel a gyerekek kárt is okoznak, a rendőrség betiltja az utcán való gördeszkázást, amihez az is hozzájárul, hogy emiatt a gyerekek elhanyagolják az iskolába járást.
Jessica, aki elhatározza, hogy erősíti és bátorítja újonnan felfedezett szenvedélyüket, nehéz harcba kezd, hogy a gyerekeknek saját gördeszkaparkot építsenek, és ugyanakkor a gyerekek iskolába járjanak.
Prerna nehéz személyes választás előtt áll: vagy alkalmazkodik a társadalom vele szemben támasztott merev elvárásaihoz, és férjhez megy a szülei által választott fiúhoz, vagy megvalósítja álmát, és részt vesz az országos gördeszkabajnokságon, amit ugyanazon a napon tartanak, amikor az esküvője lenne.
Prerna leveszi a ráadott esküvői ruhát, átöltözik, kimászik a tetőn, odarohan, részt vesz a versenyen, amit meg is nyer. (A verseny szervezői az utolsó pillanatban átrendezik a sorrendet, hogy Prerna oda tudjon érni a lányok versenyére.  Az esküvő későbbi lezajlásáról nem esik szó a filmben. Prerna szülei is jelen vannak a verseny helyszínén és bátorítóan mosolyognak rá).

## Szereplők
(Zárójelben a magyar hangok feltüntetve)
- Rachel Sanchita Gupta – Prerna (Szűcs Anna Viola)
- Shraddha Gaikwad – Gunjan
- Amrit Maghera – Jessica (Mentes Júlia)
- Waheeda Rehman – Maharani (Igó Éva)
- Shafin Patel – Ankush (Kovács András Bátor)
- Anurag Arora – Mahesh (Papucsek Vilmos)
- Jonathan Readwin – Erick (Gacsal Ádám)
- Swati Das – Shanti (Majsai-Nyilas Tünde)
- Ankit Rao – Vikram (Varga Gábor)
- Ambrish Saxena – Ramkesh (Nagypál Gábor)
- Vivek Yadav – Tipu (Kelemen Noel)
- Sohan Suhalka – Vishwinath (Tarján Péter)
- Sahidur Rahaman – rendőrtiszt

## Filmkészítés
A gördeszkás lány című film forgatása egy Udaipur melletti faluban, Rádzsasztánban (Khempur) zajlott. A film központi díszleteként a producerek úgy döntöttek, hogy Khempurban építik fel Rádzsasztán első és India legnagyobb gördeszkaparkját, amely a Keleti nyugalom – A második Marigold Hotel című film forgatási helyszíne is volt. A filmhez az Amerikai Egyesült Államokból, Kanadából és Indiából érkezett stáb. 2020 elején fejeződött be a film forgatása.

## Megjelenés
A filmet 2021. június 11-én mutatta be a Netflix.

## Fordítás
- Ez a szócikk részben vagy egészben  a   Skater Girl című angol Wikipédia-szócikk fordításán alapul.  Az eredeti cikk szerkesztőit annak laptörténete sorolja fel. Ez a jelzés csupán a megfogalmazás eredetét és a szerzői jogokat jelzi, nem szolgál a cikkben szereplő információk forrásmegjelöléseként.